# Haltepunkt Nürnberg-Erlenstegen
Der Haltepunkt Nürnberg-Erlenstegen ist eine Bahnstation an der Bahnstrecke Nürnberg–Cheb im Nürnberger Stadtteil Erlenstegen. Er verfügt über zwei 196 m lange und 55 cm hohe Seitenbahnsteige. Zur weiteren Infrastruktur gehören je ein Unterstand pro Bahnsteig und 14 Fahrradstellplätze. Bedient wird der Haltepunkt von der Regionalbahnlinie RB 30 (Nürnberg–Neuhaus), zudem ist er mit der dort endenden Straßenbahnlinie 8 und der OVF-Linie 340 verknüpft.

## Geschichte

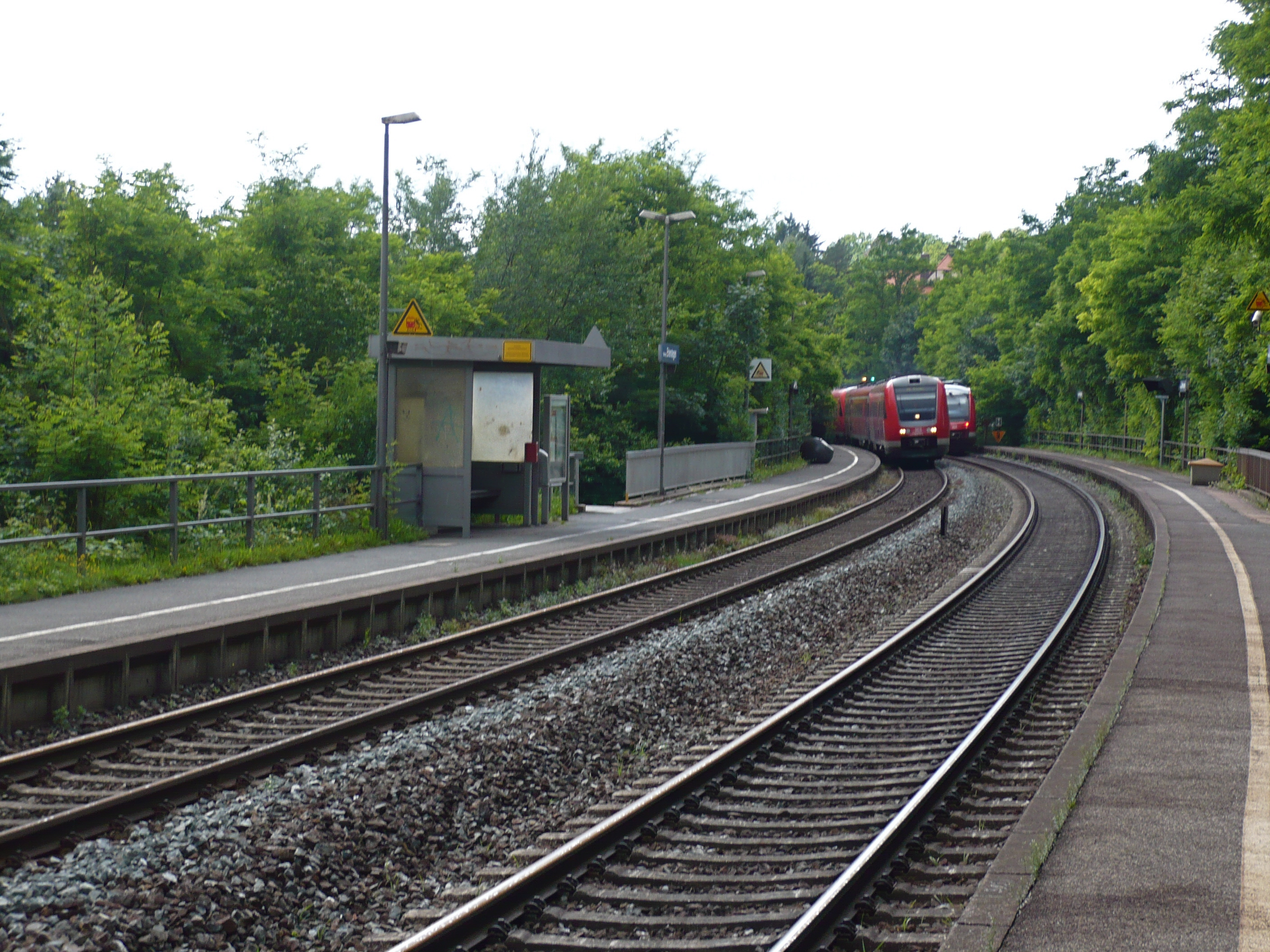
Zugkreuzung in Erlenstegen (2011)

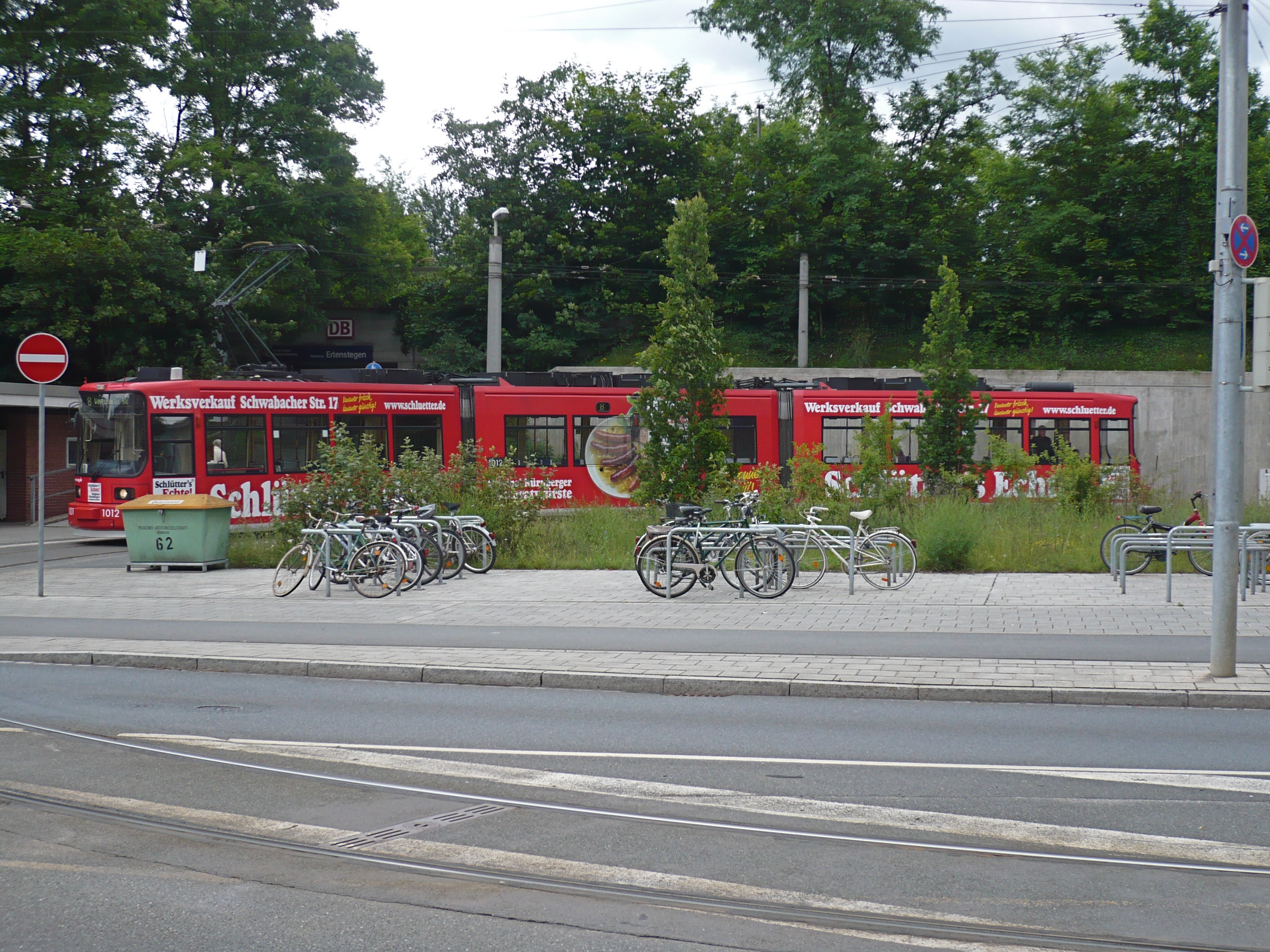
Straßenbahn in der Endhaltestelle vor dem Zugang zur Bahnstation

Die erste Bahnstation wurde am 1. Oktober 1894 durch die Königlich Bayerischen Staatseisenbahnen mit Aufnahme des Vorortverkehrs Richtung Lauf (rechts Pegnitz) eröffnet. Sie befand sich an der anfangs eingleisigen Strecke östlich der heutigen Überführung über die Äußere Sulzbacher Straße (Bundesstraße 14). Mit dem Umbau der engen und unfallträchtigen Straßenunterführung im Jahr 1984 wurde der Haltepunkt zur besseren Verknüpfung mit der Straßenbahn an seinen heutigen Standort verlegt.

## Verbindungsübersicht
| Linie              | Verlauf | Takt                                       |
| ------------------ | --- | ------------------------------------------ |
| RB 30              | Nürnberg Hbf – Neuhaus (Pegnitz) | 60-Minuten-Takt                            |
| Straßenbahnlinie 8 | Doku-Zentrum – Luitpoldhain – Meistersingerhalle – Platz der Opfer des Faschismus – Holzgartenstraße – Wodanstraße – Schweiggerstraße – Scheurlstraße – Marientunnel – Hauptbahnhof – Marientor – Wöhrder Wiese – Rathenauplatz – Stresemannplatz – Deichslerstraße – Tauroggenstraße – Tafelhalle – Ostbahnhof – Thumenberger Weg – Platnersberg – Erlenstegen Stand: Fahrplanwechsel Dezember 2023 | 10 min (werktags) 20 min (sonn-/feiertags) |
| Buslinie 340       | Nürnberg Hauptbahnhof – Ittling |                                            |